# Boulevard Lapinière
Le Boulevard Lapinière est une importante artère de Brossard, sur la Rive-Sud de Montréal.

## Situation et accès
Le boulevard Lapinière débute tout près de l'échangeur des autoroutes 10 et 30 à l'intersection du boulevard du Quartier comme boulevard à deux voies par direction. Plus au nord, la partie jusqu’à l'avenue Broadway est relativement récente (milieu des années 2000) et a été construite pour dévier la circulation qui augmentait dans ce secteur résidentiel en vue de l'ouverture du Quartier DIX30 et du développement domiciliaire au sud de la voie ferrée du Canadien National. 
Donc, à l'ouverture du contournement, l'ancien boulevard Lapinière, devenu la rue Bergerac, a été fermé juste au nord de la voie ferrée, et un mur antibruit a été construit entre les résidences du côté sud de la voie et le nouveau boulevard, qui longe de très près l'autoroute 10. Après avoir croisé le viaduc du boulevard de Milan, l'artère se poursuit en direction nord en croisant le boulevard Taschereau et le Mail Champlain et en devenant l'avenue Victoria dans les villes de Saint-Lambert et Greenfield Park. 

## Origine du nom
Le nom Lapinière provient de l'ancien chemin de la Pinière, qui traversait autrefois cette zone.

## Historique
Initialement appelé « Chemin de la Pinière », il est devenu « Boulevard Lapinière ».
En juillet 2025, la Ville de Brossard a lancé une étude complète de la circulation sur le boulevard pour :
- Évaluer l’élargissement à plusieurs voies par direction.
- Ajouter des liens cyclables et multifonctionnels.
- Résoudre les problèmes de congestion aux intersections clés (boulevard Leduc, avenue Malo, rue Bergerac, boulevard Milan).